# 小米YU7
小米YU7是小米汽车推出的一款純電動車以及跨界休旅車，也是小米继小米SU7之后推出的第二款车型，該車也是小米汽车的首款跨界休旅車。小米YU7還可以進一步細分成三种型号：YU7、YU7 Pro 和 YU7 Max。 2025年6月26日晚间，小米汽車正式发布該車型，該車型開賣3分鐘訂單直接超過200000單打破了中國內陸開賣銷售數額。最便宜的一款售价25.35万人民幣，最貴的一款要32.99万元人民幣，當天該車型即开启预购，最終訂單超過28.9萬台。
车辆座舱使用高通骁龙8 Gen3芯片，号称开机仅需1.35秒。

## 外观
传承了家族设计理念，1:3 头身比和舒展的宽体低趴姿态，搭配流畅车身曲线，让小米YU7 的车身简洁利落，修身得体，采用了蚌型铝机盖。
汽车共拥有9种外观颜色。其中，YU7的全新車色「流金粉」，雷軍更透露設計靈感來自破曉時刻的日照金山，這是一款結合金屬光澤與粉色調的特殊塗裝，預料將吸引年輕族群與女性車主目光。

## 速度
据小米汽车实验室数据，搭载米其林PS EV轮胎测得，制动距离0-100km/h 加速 3.23秒，最高时速253km/h，100-0km/h时为33.9m。
电机采用小米超级电机 V6s Plus，最高转速为22000rpm，峰值功率为288kw，峰值扭矩为528N·m。

## 争议
东风日产乘用车公司技术中心动力开发部副部长黄照昆转发新浪微博时评论其销量称，「用戶交車時間要等待一年以上，任何国家都没有这种愚忠的品牌粉丝」，引发广泛争议。27日，黄照昆删除了该言论并公开发布了道歉声明。
YU7在座舱中采用消费级芯片引发了安全争议。